# Robert Wiren
Robert Nikołajewicz Wiren, ros. Роберт Николаевич Вирен (ur. 13 grudnia?/25 grudnia 1856, zm. 1 marca 1917 w Kronsztadzie) – rosyjski oficer marynarki,  admirał. 

## Życiorys
Absolwent Morskiego Korpusu Kadetów z 1887 i Nikołajewskiej Morskiej Akademii z 1899. Od 1880 służył na okrętach wojennych. W latach 1891–1894 wykładał minerstwo na uczelniach marynarki wojennej. Od 1896 dowodził okrętami Floty Bałtyckiej coraz większego tonażu i znaczenia: kanonierką torpedową "Posadnik" (1896–1897), okrętem szkolnym "Wiernyj" (1898–1899), monitorem "Strielec" (1900). W 1903 został pierwszym dowódcą nowoczesnego krążownika pancernego "Bajan", stanowisko to piastował do września 1904. Pod jego dowództwem okręt brał udział w walkach w czasie obrony Port Artur. W sierpniu tego roku awansowany na kontradmirała, a we wrześniu 1904 mianowany został dowódcą całej eskadry broniącej Port Artur. Po upadku twierdzy przebywał w niewoli japońskiej. W[1906 służył we Flocie Czarnomorskiej, jednak jeszcze tego samego roku powrócił do Floty Bałtyckiej, gdzie odpowiadał za wyszkolenie artyleryjskie. Jednocześnie był dowódcą Floty Czarnomorskiej do 1908. W 1909 mianowany dowódcą i gubernatorem twierdzy Kronsztad, w stopniu wiceadmirała, pełnił tę funkcję do śmierci. 16 lutego 1915 mianowany admirałem. W momencie wybuchu 1 marca 1917 rewolucji lutowej w Kronsztadzie, zbuntowani marynarze zamordowali admirała wraz z grupą innych wyższych dowódców twierdzy. Grób Wirena nie jest znany, choć w latach 90. XX w. postawiono na kronsztadzkim cmentarzu niemieckim symboliczny nagrobek.

## Odznaczenia
1 czerwca 1904 odznaczony orderem św. Jerzego 4 klasy, a w 1907 orderem św. Stanisława. 